# Jurica Jerković
Jurica Jerković (Split, 25. veljače 1950. – Split, 3. lipnja 2019.), bio je hrvatski nogometaš, jedna od igračkih legendi splitskog Hajduka.

## Igračka karijera
Počeo je igrati u rodnom gradu, za splitske "bile". U 10 godina skupio je 529 utakmica (6. mjesto) i 219 golova (10. mjesto). Debitirao je sezone 1968./69. i već naredne sezone postao nezamjenjiv vezni igrač, poznat po sjajnoj tehnici i udarcu. Tri je puta s "Majstorima s mora" bio prvak države, te 5 puta osvojio kup (poznatih 5 zaredom). Nakon sjajne karijere u Splitu postao je legenda i švicarskog Züricha za koji bilježi preko 200 ligaških utakmica. Karijeru je završio s 37 godina kao nogometaš Lugana. 
U plavom reprezentativnom dresu zabilježio je 5 utakmica i jedan gol za omladinsku, 4 susreta za mladu i 43 utakmice (6 golova) za seniorsku momčad. Debitirao je 12. travnja 1970. protiv Mađarske u Beogradu, i u međuvremenu nastupio na svjetskim smotrama 1974. i 1982., te europskom prvenstvu 1976. Posljednji je reprezentativni susret zabilježio 29. studenog 1981. s Grčkom u Ateni.
Po završetku igračke karijere Jurica Jerković bio je prvi športski direktor Hajduka u razdoblju od 1988. do 1990. godine. Sudjelovao je u dovođenju Koznikua u Hajduk, te prigodom leta iz Prištine za Split tada doživio prevrtanje zrakoplova pri prisilnom slijetanju na oranicu kod Ivanjice u Srbiji. Ostvario je brojne uspješne transfere kao menadžer (Kozniku, Robert Jarni itd.), te je uspostavio sportski radio Goldstar Radio Pressing.
Statistika u Hajduku
| Natjecanje        | Nastupi | Zgoditci |
| ----------------- | ------- | -------- |
| Prvenstvo         | 250     | 74       |
| Kup               | 29      | 11       |
| Superkup          | 0       | 0        |
| Međunarodne       | 32      | 4        |
| Splitski podsavez | 0       | 0        |
| Ukupno            | 311     | 89       |
| Prijateljske      | 218     | 130      |
| Sveukupno         | 529     | 219      |

## Zanimljivosti
Jerković je možda i jedini nogometaš koji je igrao na utakmicama i s Peléom i s Maradonom i to u razmaku od 17 godina. Naime, 1971. zaigrao je za reprezentaciju Jugoslavije na Peléovoj oproštajnoj utakmici u Rio de Janeiru. Jerković je tada postigao pogodak sedam minuta prije kraja susreta za konačni rezultat 2:2. S Maradonom je igrao u reprezentaciji Europe 1987. godine na humanitarnom susretu u talijanskom gradu Avelinu. Suigrači su mu tom prilikom bili i Boniek, Branco, Antonioni, Dirceu i druge nogometne zvijezde tog vremena.
Jerković je imao posebnu čast 7. veljače 1975. godine biti jedan od četiri legendarna splitska nogometaša koji su postavili kamen temeljac za gradnju stadiona na Poljudu uoči Mediteranskih igara.
Najljepši stihovi posvećenih Juri Jerkoviću su:
- „Radunica, kala mala, velikana Juru dala“
- „Mrzin jugo, ne podnosin buru, ali volin Jerkovića Juru“
- „Ide Tito priko Perkovića i pozdravlja Juru Jerkovića“